# Окланд класик 2011.
Окланд класик 2011. је тениски турнир међународне категорије који се 26 пут одржава у првој недељи јануара у Окланду, (Нови Зеланд). Турнир се игра на отвореним теренима са тврдом подлогом, АСБ тенис центра у Окланду, од 3. до 8. јануара 2011.
Учествовале су 32 такмичарке из 18 земаља и 16. парова са такмичаркама из 19 земаља.

## Квалификације
У квалификацијама за 4 места која су водила за учешће на главном турниру у појединачној конкуренцији учествовале су 32 тенисерке из 20 земље.
Следеће играчице су избориле учешће у главном турниру кроз квалификације (Q):
- Алберта Бријанти
- Забине Лизики
- Хлоренција Молинеро
- Нопаван Лерчивакарн

## Победнице

### Појединачно
Грета Арн —  Јанина Викмајер 6-3, 6-3
- Грети Арн ово је била друга ВТА титула у каријери у појединачној конкуренцији.

### Парови
К. Пешке /  К. Среботник —  С. Андерсон /  М. Ераковић 6-3, 6-0
- Овом победом освојиле су трећу заједничку титулу док је Квјета Пешке освојила 17. ВТА титулу у игри парова а Катарина Среботник своју 24. ВТА титулу.